# Archichauliodes diversus

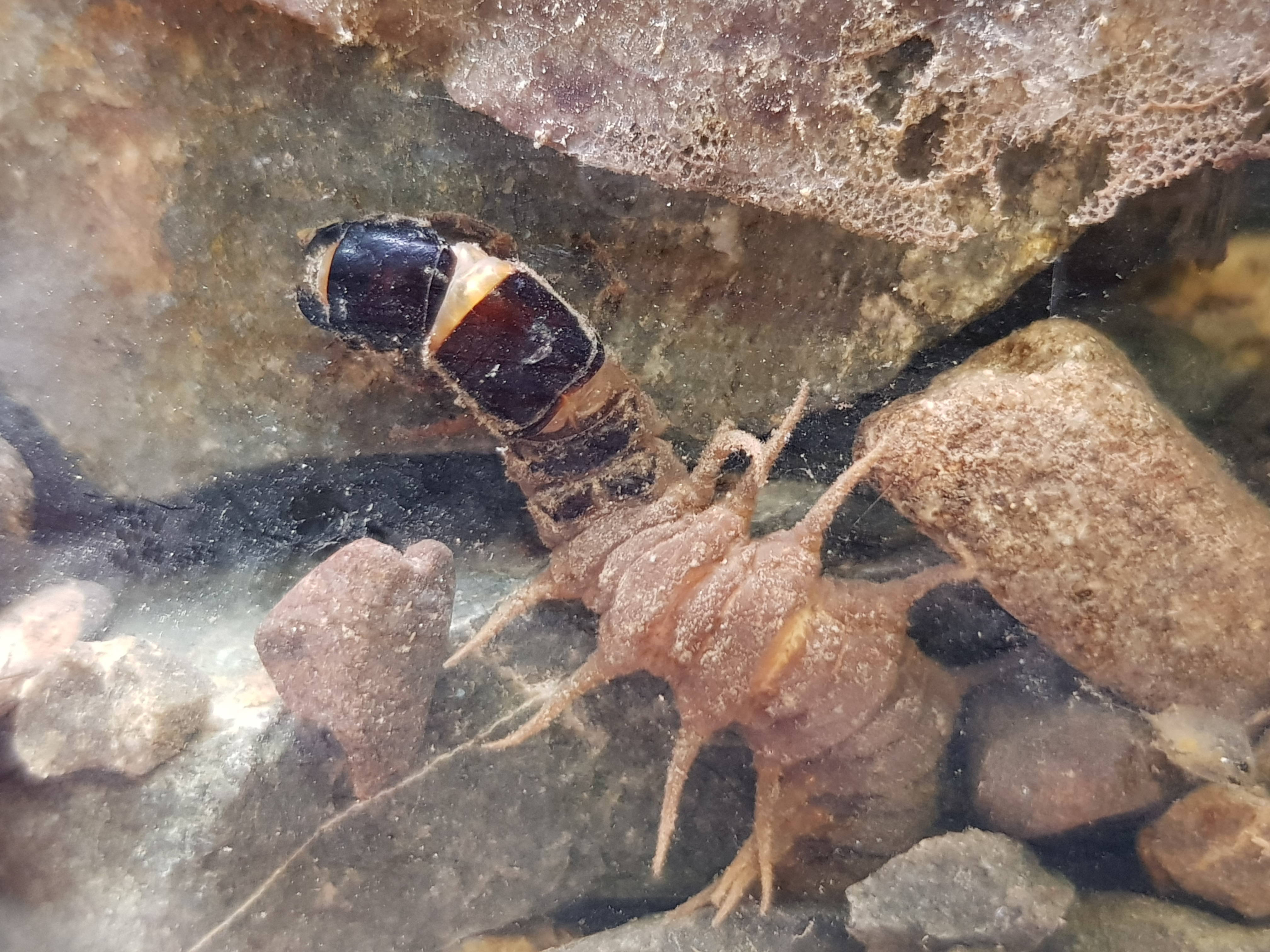
Личинка

Archichauliodes diversus (лат.) — вид большекрылых насекомых из семейства Коридалиды
(Corydalidae). Эндемик Новой Зеландии, единственный вид подсемейства Chauliodinae в этой стране. Имаго живут 6—10 дней, а личинки, представляющие собой хищных пресноводных насекомых длиной до 5 см с прочными покровами и большими мандибулами, развиваются до 5 лет. В местах своего обитания и литературе насекомое часто называют New Zealand dobsonfly, хотя dobsonfly — это название представителей Corydalinae, а он из подсемейства Chauliodinae (fishflies). В личиночной форме из-за больших мандибул вид широко известен под названием toe-biter (с англ. — «кусака пальцев ног»), а его местное маорийское название — puene.

## Описание
Большекрылые насекомые с четырьмя перепончатыми крыльями. Личинки Archichauliodes — одни из самых крупных пресноводных насекомых Новой Зеландии, длиной до 50 мм. Грудь и голова чёрные и уплощённые, на голове имеются большие мандибулы. Личинки — крепкие животные с сильно склеротизированными головой и грудными сегментами. Брюшко длинное, светлого цвета, на брюшных сегментах 1—8 расположены восемь пар жабр, похожих на щупальца. Как и у других личинок Chauliodinae, у них есть анальные ножки с парой концевых крючков, с помощью которых они прикрепляются к субстрату, и у них отсутствует терминальная нить.
Исследование генетической структуры популяций (аллозимные вариации) Archichauliodes diversus показало низкий уровнень внутрипопуляционной генетической изменчивости. Однако генетическая дифференциация между участками была значительно выше. Изученная популяция A. diversus состояла из двух генетически различных групп на Северном острове и третьей группы с Южного острова. Генетическая дифференциация между местами обитания A. diversus соответствовала географической близости с тремя генетически различными группами (Нортленд, Вайкато и центральная часть Северного острова, а также Южный остров). В частности, A. diversus Южного острова генетически сильно отличались от местонахождений Северного острова, демонстрируя фиксированные аллельные различия (не разделяемые аллели) по двум локусам. Дискуссионным остаётся вопрос, достаточно ли этих различий для того, чтобы рассматривать их как отдельные виды.

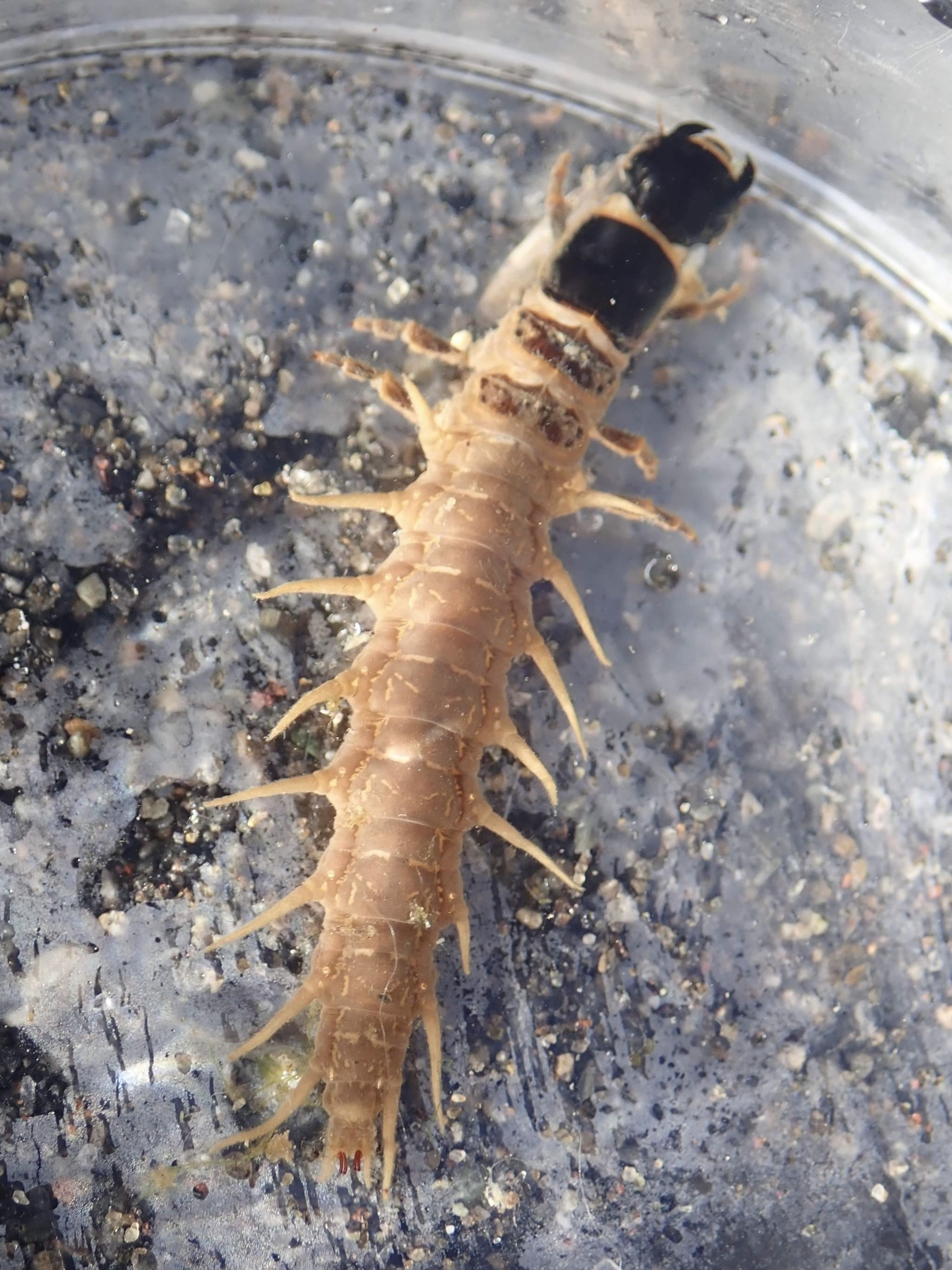
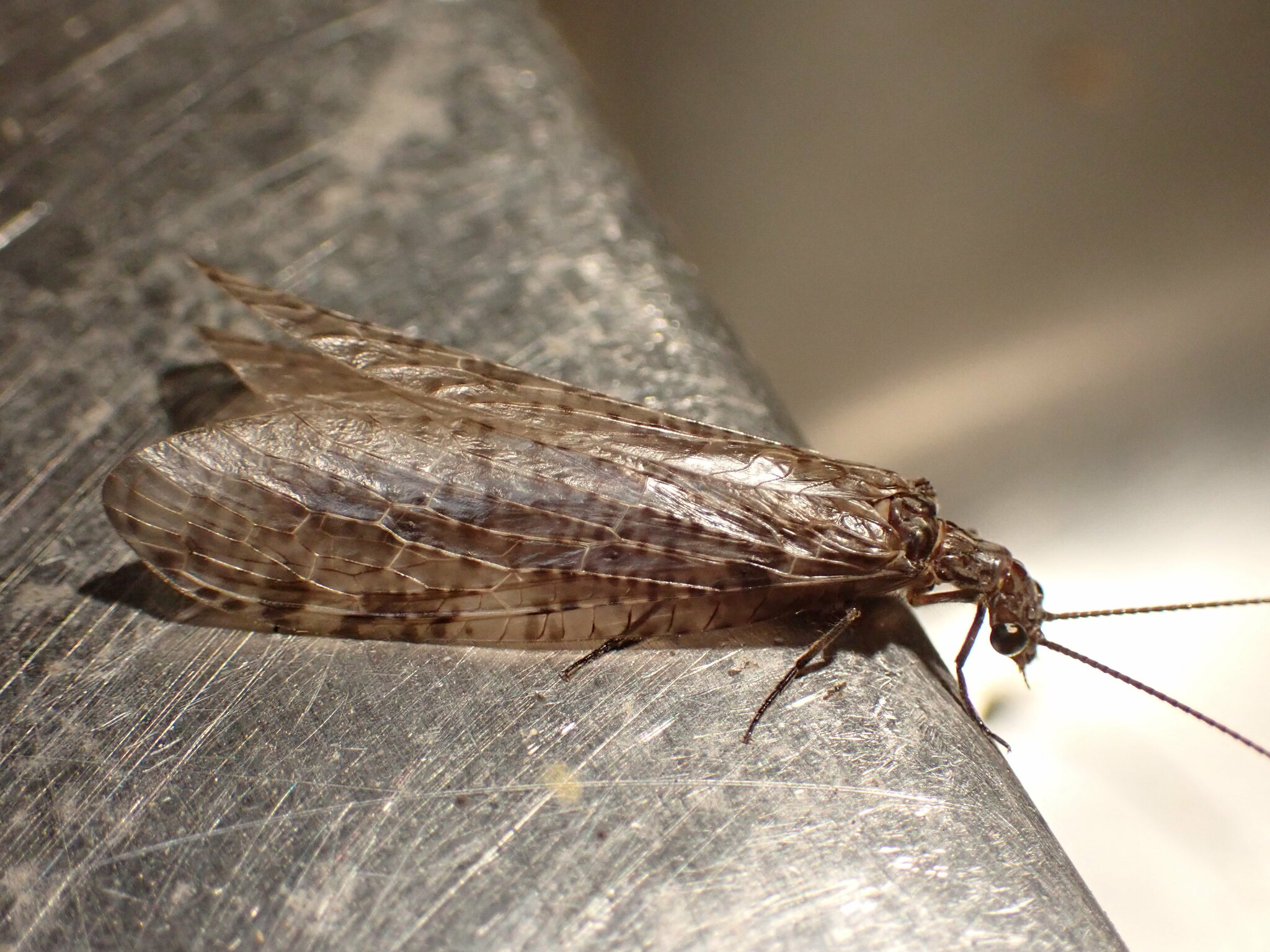
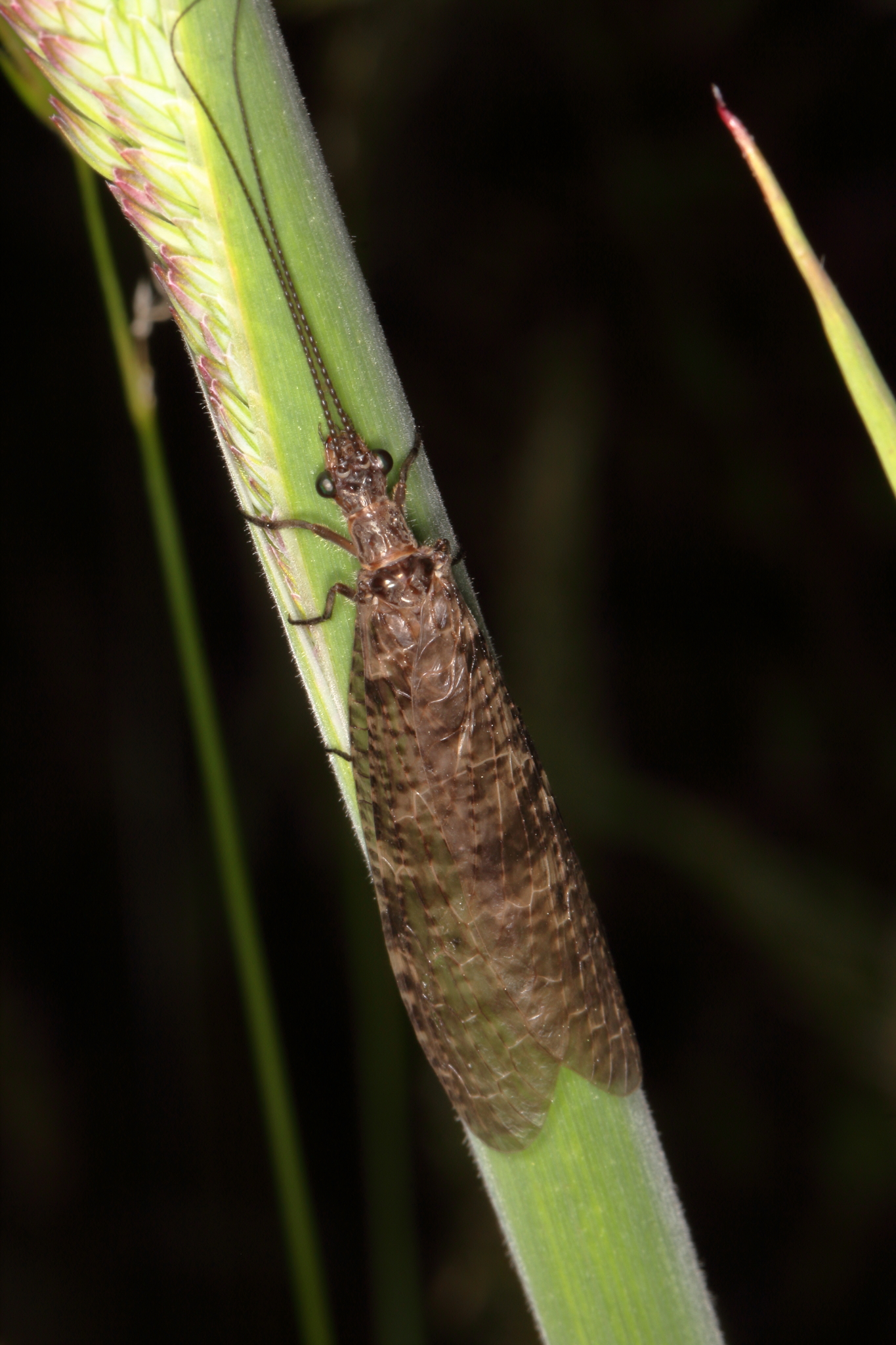
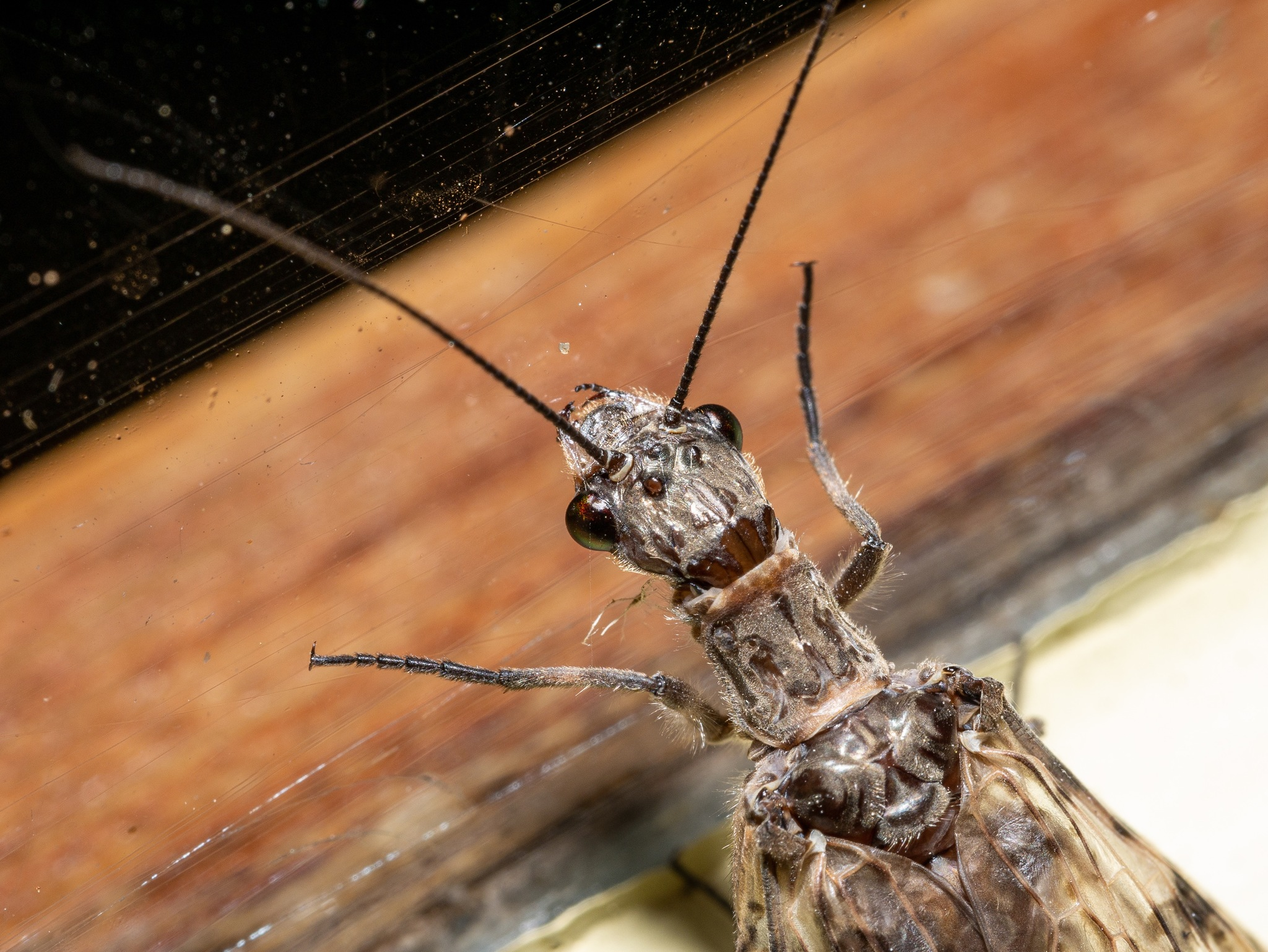
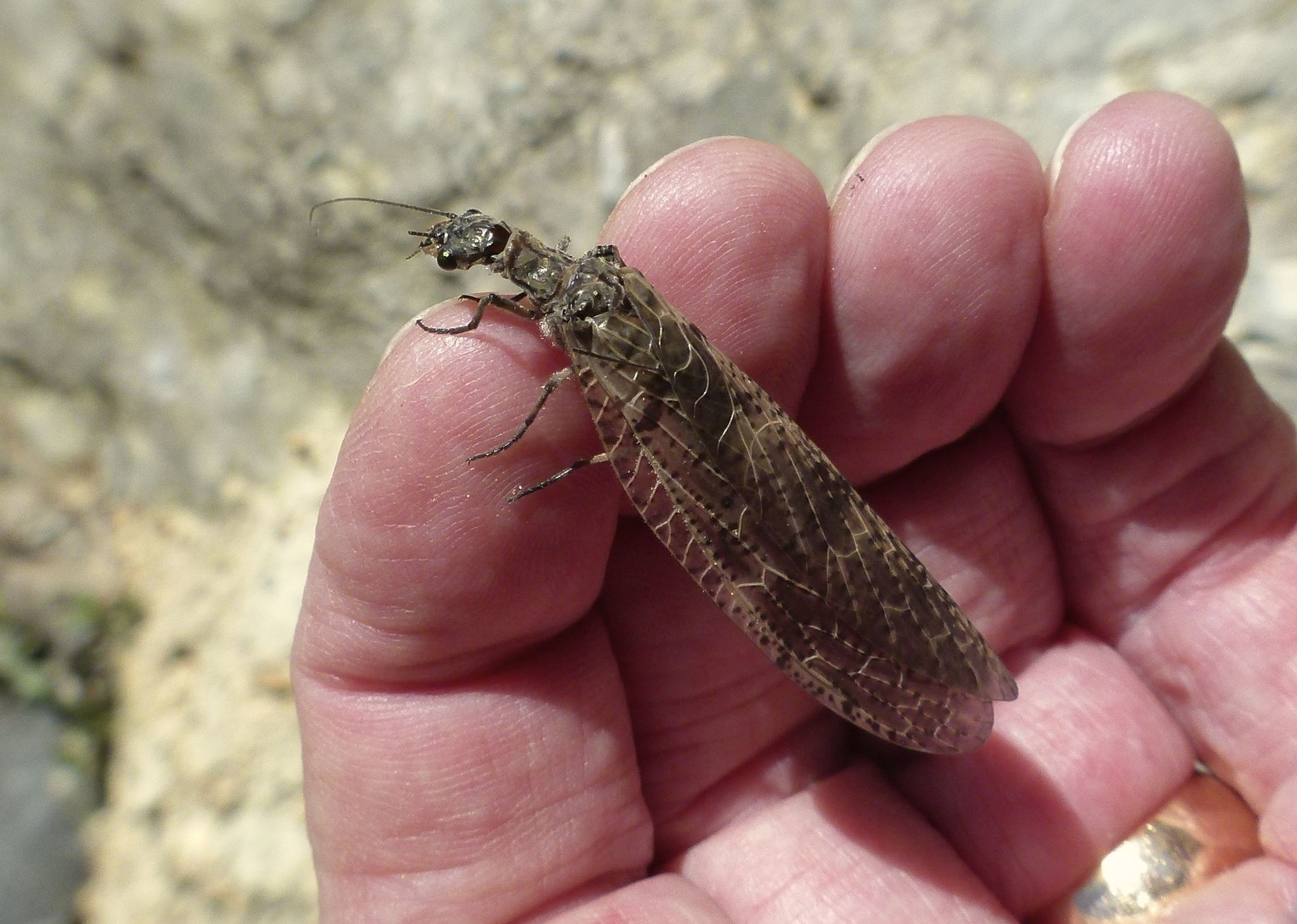

## Распространение и экология
Archichauliodes diversus — единственный представитель рода (и семейства), встречающийся в Новой Зеландии, где он является эндемиком и распространен на Северном и Южном островах. Он распространён в ручьях по всей стране, с умеренным или хорошим качеством воды, и имеет показатели толерантности 7 (места с твёрдым дном) и 7,3 (места с мягким дном). Archichauliodes diversus предпочитает ручьи с каменистым или твердым дном в зарослях кустарника и на сельскохозяйственных угодьях. Также любит нависающий полог/кустарник над собой для укрытия, большие каменные бассейны и воду хорошего качества.

## Жизненный цикл
Личинки Archichauliodes diversus являются водными, а взрослые особи — наземными обитателями. Большую часть своей жизни они проводят в водной ювенильной стадии (2—5 лет). Личинка покидает ручей между каждой линькой, что является уникальной особенностью этого вида. Время генерации составляет более года, а взрослые особи встречаются вблизи ручьёв.
Archichauliodes diversus на протяжении своей жизни проходит множество стадий, сильно изменяясь не только в размерах, но и во внешнем виде по мере прохождения стадии яйца, личинки, предкуколки, куколки и имагинальной стадии. A. diversus — ночной вид, наиболее активен в сумерках и ночью. Первой стадией жизненного цикла является яйцо, которое при откладке имеет светло-жёлтый цвет и цилиндрическую форму. Затем, когда оно открыто воздуху, его цвет меняется на темно-коричневый. Эта стадия длится около 30 дней. Личинки при вылуплении имеют размер около 2,2 мм, но могут вырасти до 38,5 мм (по другим данным до 5 см). Личинка имеет на брюшке 8 пар «жабр», которые служат в качестве дыхательной системы. Это единственная задокументированная стадия, во время которой вид питается. Эта стадия длится круглый год. На третьей стадии, предкуколки, она мигрирует к кромке воды или берегам. Эта стадия наступает с начала июля до конца января и длится 15 недель. Это связано с тем, что уровень воды находится на максимальной высоте, так как предкуколка нуждается в том, чтобы почва была насыщена для следующей стадии жизненного цикла. Стадия куколки длится около 20—24 дней. Этот срок также зависит от пола, самцы живут дольше самок. Это происходит с конца октября по февраль. Хотя куколка похожа на взрослую особь, она имеет более крупное телосложение и неразвитые крылья. Окраска меняется в течение нескольких часов или дней: сначала бледная, затем тёмно-коричневая. Последняя стадия — стадия взрослой особи (имаго), которая живёт примерно 6—10 дней. В этой стадии они проводят большую часть времени, отдыхая на близлежащих деревьях. Перед смертью самка откладывает несколько сотен яиц неравномерными массами на близлежащие деревья, кустарники и камни.

## Питание
Личинки Archichauliodes diversus являются хищниками и используют свои большие зазубренные мандибулы для ловли других водных беспозвоночных, особенно подёнок, таких как Aoteapsyche и Atalophlebioides. Они активны в основном ночью и устраивают засады в местах, где много кислорода и турбулентность перемешивает добычу, а основным источником пищи являются наяды подёнок, хотя они будут есть почти все более мелкое, включая представителей своего собственного вида. Беспозвоночные хищники, такие как Archichauliodes diversus, являются конкурентами рыб, поскольку они питаются многими из тех же животных, например, Ephemeroptera, которые являются важным источником пищи для рыб в ручьях.

## Хищники и паразиты
Известны виды, которые охотятся на Archichauliodes diversus, например бурая форель и Galaxiidae (в том числе, Галаксии). Личиночная стадия подвержена риску хищничества со стороны личинок ручейников и личинок веснянок. Пауки, такие как пауки-волки, и жуки также представляют опасность для куколок и препупальных стадий, как и птицы.
Наибольшую угрозу для этого вида представляет изменение среды обитания человеком, в результате удаления нависающих кустарников и деревьев с водных путей. Это оказывает значительное негативное воздействие, поскольку является критической частью жизненного цикла, хотя A. diversus не считается таксоном «чистой воды».